# 하인츠 두펀스머츠
하인츠 두펀스머츠(Heinz Doofensmirtz)는 애니메이션 피니와 퍼브의 악역으로, 매 화마다 등장한다.
두펀스머츠 악마 주식회사의 사악한 과학자로 과거에 여러 가지 슬픈 기억들이 많아 이를 잊기 위해 사악한 짓을 저지르려 하지만 항상 페리에 의해 제지당한다. 정직하고 성실한 동생 로저를 질투하고 있다. 모노그램에게 한번 편지를 썼을 때 싸인을 "Doof"라고 한 이후 그것이 그의 애칭이 되었다. 어떤 작은 것이라도 집착이 심하며 그로 인해 기발한 발명품들을 만들어낸다. 거의 모든 발명품 이름에 -네이터(생성기)를 집어넣는데, 예를 들자면 '너도 모래 좀 맞아봐라 네이터'나 '바람빼기 네이터', '투명이네이터', '샌드위치 옷 빨아들이기 네이터' 등이다.
가족으로는 딸 바네사 두펀스머츠와 이혼한 전 부인 찰린 두펀스머츠, 동생 로저 두펀스머츠가 있다.

## 같이 보기
- 피니와 퍼브
- 피니와 퍼브의 등장인물 목록